# Régions de la mer du Nord
- Centre des capitales
- Nouveaux Länder allemands
- Arc alpin
- Diagonale continentale
- Arc latin
- Méditerranée centrale
- Arc atlantique
- Régions de la mer du Nord
- Arc baltique

Les régions de la mer du Nord sont un espace décrit par la Commission européenne dans le rapport Coopération pour l’aménagement du territoire européen - Europe 2000 Plus. 
Le découpage adopté par la Commission dans ce rapport est une simple hypothèse de travail visant à faciliter les analyses et à mettre en évidence les dynamiques transnationales. La Commission ajoute, par ailleurs, que ce découpage ne vise pas à créer de « nouvelles super-régions européennes ».

## Composition
Les régions de la mer du Nord, à l’instar des autres espaces maritimes de l’Union européenne (l’arc atlantique et les régions méditerranéennes), se caractérisent par une forte hétérogénéité depuis les zones rurales de l’Écosse au nord-est des Pays-Bas ainsi qu'à l’est du Jutland avec les agglomérations de Hambourg et du Copenhague.

## Sources

## Compléments